# ديف وينر
ديف وينر (بالإنجليزية: Dave Weiner)‏ هو عازف قيثارة وموسيقي أمريكي، ولد في 24 سبتمبر 1976.

## وصلات خارجية
- الموقع الرسمي
- ديف وينر على موقع ميوزك برينز (الإنجليزية)
- ديف وينر على موقع ديسكوغز (الإنجليزية)